# Preilitz
Preilitz ist eine Ortschaft in der Gemeinde St. Veit an der Glan im Bezirk Sankt Veit an der Glan in Kärnten, in Österreich. Die Ortschaft hat 34 Einwohner (Stand 1. Jänner 2024). Sie liegt auf dem Gebiet der Katastralgemeinde Galling.

## Lage

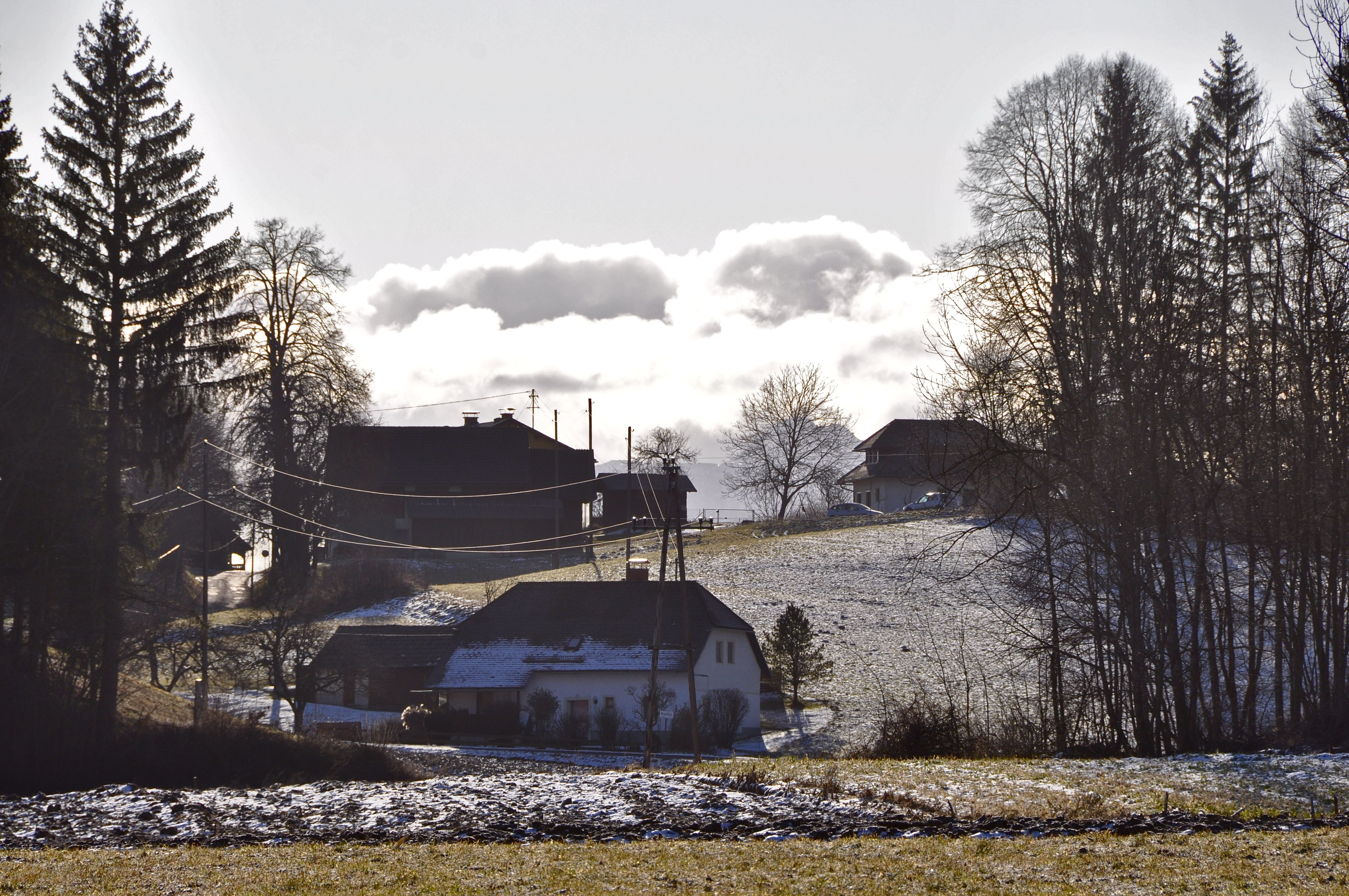
Preilitz, Ansicht von Norden (im Vordergrund Haus Nr. 1)

Die Ortschaft liegt im Süden der Gemeinde Sankt Veit an der Glan und des Bezirks Sankt Veit an der Glan im Glantaler Bergland, am nördlichen Rand der Katastralgemeinde Galling, nordöstlich des Ulrichsbergs und westlich von Tanzenberg.

## Geschichte
In der Steuergemeinde Galling liegend, gehörte der Ort in der ersten Hälfte des 19. Jahrhunderts zum Steuerbezirk Karlsberg. Bei Bildung der Ortsgemeinden im Zuge der Reformen nach der Revolution 1848/49 kam Preilitz an die Gemeinde Hörzendorf (die zunächst unter dem Namen Gemeinde Karlsberg geführt wurde), 1972 an die Gemeinde Sankt Veit an der Glan.

## Bevölkerungsentwicklung
Für die Ortschaft ermittelte man folgende Einwohnerzahlen:
- 1869: 5 Häuser, 24 Einwohner[3]
- 1880: 5 Häuser, 25 Einwohner[4]
- 1890: 5 Häuser, 20 Einwohner[5]
- 1900: 5 Häuser, 14 Einwohner[6]
- 1910: 4 Häuser, 16 Einwohner[7]
- 1923: 3 Häuser, 16 Einwohner[8]
- 1934: 22 Einwohner[9]
- 1961: 4 Häuser, 13 Einwohner[10]
- 2001: 9 Gebäude (davon 6 mit Hauptwohnsitz) mit 10 Wohnungen; 17 Einwohner und 4 Nebenwohnsitzfälle; 7 Haushalte; 0 Arbeitsstätten, 2 land- und forstwirtschaftliche Betriebe[11]
- 2011: 9 Gebäude, 26 Einwohner, 10 Haushalte, 1 Arbeitsstätte[12]
- 2021: 13 Gebäude, 32 Einwohner, 13 Haushalte, 2 Arbeitsstätten[13]